# Косачка
Косачката за трева е градински инструмент за косене на тревни площи. При това се използват следните видове:
- Цилиндрична косачка или шпинделна косачка
- Роторна косачка или косачка с въртящ се нож (сърп)

## История
През 18 век от Англия в Европа се разпространява нова форма на градинско изкуство, известно като английска градина, при която в близост до сградите се създават части от парка, в които изкуственото надделява над естественото (на английски: Pleasureground). В тези паркове косенето с коса се е превърнало сериозен разход. В началото на 19 век например в парка на Blenheim Palace (Англия) 50 служители са били заети с косене на ливадата.
Паралелно с това в Англия стават все по-популярни спортове като тенис на трева, футбол, крокет, крикет и ръгби, които изискват добре поддържана тревна площ.
През 1830 г. един текстилен инженер от Stroud, Gloucestershire, Англия, Edwin Beard Budding (1795–1846) разбира, че не е възможно повече развитие в ръчното косене с коса. Той възприема принцип, използван при тъкачеството за изрязване на стърчащите влакна. През 1827 г патентова шпинделена косачка и започва нейното производство. През 1868 г. е получен и първият патент за ролкова косачка в САЩ, която се произвежда под наименованието „Archimedean“. Името е избрано заради формата на режещите ножове, наподобяващи архимедов винт. През 1902 г. започва производството на първата, задвижвана от мотор косачка.

## Безопасност на работа
Косачката за трева е техника, изискваща внимателна и точна работа поради опасност от травми. На първо място трябва да се работи със специално облекло (дълги панталони), обувки с метални бомбета, очила. Тревната площ трябва да бъде изчистена от боклуци и предмети като камъни, тъй като при удар от режещите ножове те се изхвърлят с голяма скорост. Не трябва да има деца наблизо. Да се спазват предпазни мерки за работа с нагорещените повърхности на двигателя или за електрическа безопасност при електрическите косачки. В САЩ около 80,000 човека търсят спешна медицинска помощ на година вследствие на нараняване при работа с косачки за трева.

## Видове косачки

### Цилиндрична косачка
Цилиндричната косачка на немски: Spindelmäher отрязва тревата чрез един въртящ се шпиндел с ножове, които отрязват при преминаване през неподвижен хоризонтален нож в задната част на машината (отрязването става на принципа на ножицата). Това осигурява едно високо качество на косене с малка височина на тревата (минимално 7 мм.), каквото се изисква при спортни терени и особено при голфигрищата. Получава се лек наклон на стеблата на отрязаната трева, което при смяна на посоката на движение на машината води до характерния изглед на терена (на ленти). Тъй като захващането на тревата става от въртящия се ротор, тази косачка не е подходяща за високи треви и изисква честото косене на тревната площ. Честото косене от своя страна изисква да се полива по-често или да се използва при по-влажен климат като в Англия.

### Роторна косачка
При роторната косачка на немски: Sichelmäher хоризонтално разположени ножове се въртят върху хоризонтално разположена ос с голяма скорост и режат тревата свободно без насрещен нож и затова отрязването е неравномерно и стеблата на тревата изсъхват, като дават един кафеникав нюанс при тревните площи, косени с тази машина спрямо тези с цилиндричната косачка. По-голямата част от използваните в бита косачки са от този тип. Ножовете са предвидени да осигуряват въздушен поток отдолу нагоре. Този въздушен поток отвежда отрязаните тревни части да се отведат към контейнер в косачката.

### Допълнителни функции
Една от функциите на косачките е събирането на отрязаните остатъци от трева чрез контейнер закрепен към косачката. При някои модели има функция за мулчиране на тревата чрез допълнителна двойка ножове с цел нарязване на тревата на по-малки късчета, както и изхвърляне отстрани на отпадъка за избягване на събирането в контейнера.